# Aurélien Jules Brugère
Aurélien Jules Brugère est un homme politique français né le 17 septembre 1841 à Montpon-sur-l'Isle (Dordogne) et décédé le 1er juillet 1922 à Montpon-sur-l'Isle.

## Biographie
Propriétaire terrien, il est conseiller général et député de la Dordogne de 1881 à 1889, inscrit au groupe de l'Union républicaine. 

## Sources
- « Aurélien Jules Brugère », dans Adolphe Robert et Gaston Cougny, Dictionnaire des parlementaires français, Edgar Bourloton, 1889-1891 [détail de l’édition]
- « Aurélien Jules Brugère », dans le Dictionnaire des parlementaires français (1889-1940), sous la direction de Jean Jolly, PUF, 1960 [détail de l’édition]